# 基氏賈皮河電鰻
基氏賈皮河電鰻，為輻鰭魚綱電鰻目線鰭電鰻科的其中一種，為熱帶淡水魚，分布於南美洲法屬圭亞那Approuague、Mana及Maroni河流域，體長可達22公分，棲息在底中層水域，生活習性不明。